# Elean Thomas
Pour les articles homonymes, voir Thomas.
Elean Thomas (18 septembre 1947-27 mai 2004) était une poète, romancière, journaliste et militante jamaïcaine. Elle était active dans la lutte pour les droits des femmes dans les Caraïbes et le mouvement pour l'indépendance nationale de la Jamaïque, ayant travaillé en Amérique latine, Europe de l'Est et de l'Ouest, et en Afrique. Elle a été mariée (1988-1997) à l'avocat de droits humains à Anthony Gifford.

## Biographie
Elean Roslyn Thomas est né à Sainte-Catherine, en Jamaïque, d''une mère travailleuse en santé et d'un père (Rt. Rev. David Thomas) évêque pentecôtiste.
Elle étudié les sciènces politiques et l'histoire à l'University of the West Indies (UWI) à la fin des années 1960, et a fait des études  de troisième cycle en communications au Goldsmiths College, université de Londres.
Dans les années 1970, elle a travaillé comme journaliste pour le  Jamaica Gleaner, et a été cheffe de rédaction au  Jamaica Information Service, en plus de son travail avec d'autres petites publications. Elle a également siégé au comité exécutif du Press Association of Jamaica. En 1976 elle a été membre fondatrice en Jamaïque du Committee of Women for Progress, militant pour des enjeux tels le congé de maternité et l'équité salariale.
Elle a été membre fondatrice du Workers Party of Jamaica (WPJ), et en tant que secrétaire international du parti a siégé au conseil de rédaction du World Marxist Review.
Elle a fait campagne contre l'invasion américaine de la Grenade en 1983 et en 1984 a invité l'avocat Anthony Gifford à parler à un comité des droits humains qu'elle avait monté. Ils se sont mariés en 1988 et ont divorcé plus tard en 1997.
Bien que classé comme un poète, elle-même déclarait : « J'appelle mes textes des rythmes-mots. Je crois honnêtement qu'il serait prétentieux de les appeler de poèmes. Ils sont plutôt des mots-croquis, mots-clichés, mots-dessins, mots-tableaux, mots-cadences ». Sa première collection, Word Rhythms From The Life Of A Woman (1986), a été publié en 1986 par Karia Press, qui en 1988 a également publié sa deuxième collection, Before They Can Speak Of Flowers: Word Rhythms, qui incluait une préface de  Ngũgĩ wa Thiong'o et une introduction de Benjamin Zephaniah.
Son roman, The Last Room, a été publié par Virago Press en 1991, remportant le  Ruth Hadden Memorial Award pour le meilleur premier roman publié en Grande-Bretagne. Des textes de Elean Thomas sont repris dans le recueil Daughters of Africa édité par Margaret Busby.
Elle est morte en Jamaïque à 56 ans le 27 mai 2004, après avoir souffert d'un cancer.